# Dendezia renieri
Genre
Espèce
Dendezia renieri est une espèce d'insectes coléoptères de la famille des Lucanidae et de la sous-famille des Lucaninae. C'est la seule du genre Dendezia (monotypique).

## Distribution
République démocratique du Congo, Rwanda (régions voisines du lac Kivu).